# Charles Étienne Brasseur de Bourbourg
Charles Étienne Brasseur de Bourbourg (8 de setembre del 1814, Bourbourg, França - 8 de gener del 1874, Niça, França) va ser un sacerdot francès considerat un dels pioners a l'estudi de l'arqueologia, l'etnologia i la història precolombina de Mesoamèrica. Algunes de les seves teories, però, van ser posades en dubte i s'ha afirmat que interpretava la realitat d'allò que veia per encaixar-ho en les seves idees preconcebudes.
Va néixer a Bourbourg, població propera a Dunkerque. Va estudiar filosofia i teologia a la ciutat flamenca de Gant (Bèlgica) i va ser ordenat sacerdot a Roma el 1845. Essent encara estudiant va començar a col·laborar al diari Le Monde, de París i va publicar relats històrics i algunes novel·les. Tot i que alguna crítica va acusar-lo de plagi, a Roma tenia molt bona reputació i un sacerdot canadenc el va recomanar a Charles-Félix Cazeau, vicari general de Quebec, tot insistint que era molt convenient que anés a Quebec abans que no el captessin a Montreal.
El 1845, després d'una breu estada a Boston, va instal·lar-se al Canadà, on van encomanar-li impartir un curs d'història eclesiàstica als estudiants de teologia del Seminari, però després d'unes classes va deixar-ho. Aleshores va començar a investigar, pel seu compte, en els arxius de l'arxidiòcesi de Quebec; en canvi, al Seminari no li van permetre l'entrada als arxius. L'any següent va publicar una biografia de Laval, el primer bisbe de Québec, que no va ser gens ben rebuda pel sacerdots de la diòcesi i va tornar a Boston, on va ser sacerdot a les ordres del bisbe John Bernard Fitzpatrick, i des de Boston, va tornar a Europa, a Roma.
El 1848 va anar a Mèxic com a capellà de la legació de França en aquell país i va començar la seva recerca sobre la història de les cultures precolombines. El primer llibre que va publicar sobre aquest tema duia com a títol Lettres pour servir d'introduction a l'histoire primitive des nations civilisées de l'Amérique septentrionale (Cartes per servir d'introducció a la història primitiva de les nacions civilitzades de l'Amèrica septentrional). Després escriuria diversos volums sobre la història de les nacions de Mèxic i de l'Amèrica central.
En una de les seves estades a Europa va escriure una història del Canadà i de l'església catòlica en aquell país —publicada el 1852— que va dedicar al bisbe de Boston perquè havia protegit l'autor «quan el clima i les circumstàncies l'havien fet passar de Quebec a la seva diòcesi.» El llibre, en arribar al Quebec, va causar un gran escàndol i el principals llibreters es van negar a vendre'l perquè consideraven que era ple d'injúries i calúmnies sobre els bisbes del Quebec, als quals Brasseur de Bourbourg acusava d'immorals i incompetents, i també era ple d'errors geogràfics, cronològics i biogràfics; a més, contenia fragments plagiats d'altres autors. A Europa, en canvi, havia estat presentat amb elogis d'alguns cardenals i la benedicció del Papa. Jean-Baptiste-Antoine Ferland, que havia estat professor i director del Seminari i coneixia bé l'obscura trajectòria de Brasseur de Bourbbourg, va treballar per desemmascarar-lo i va escriure unes observacions a aquella obra. Les seves observacions sobre l'obra de Brasseur de Bourbourg van publicar-se primer en tres articles un diari —Journal de Québec— i després en un pamflet amb el títol Observations sur un ouvrage intitulé Histoire du Canada, etc., par M. l’abbé Brasseur de Bourbourg.
Després de 1852 va tornar a viatjar a Mèxic i l'Amèrica central i va fer-se una reputació com a expert en l'estudi de les cultures d'aquells països. Es va interessar per les antigues civilitzacions desaparegudes i emprèn el seu estudi. Publica una història de la civilització asteca el 1857. Del 1861 al 1864 prepara i fa publicar diversos documents redactats en llengües locals indígenes. Anuncia el 1863 haver descobert la clau de la transcripció de l'escriptura maia i publica el que creu que és la traducció del Popol Vuh, el llibre sagrat del poble maia quitxé. Publica també una gramàtica de l'idioma quitxé. L'estudi de l'escriptura maia va fer que l'obra pogués apropar-se al missioner espanyol fra Diego de Landa. A partir del 1869 revela els seus principis de desxifrat dels antics codis maies, en particular, del Manuscrit Troà, que pretén traduir. Tot i així, cal esperar gairebé un segle perquè les vertaderes claus de la transcripció siguin descobertes i alguns texts comencin a revelar llurs secrets, com ho faria el rus Iuri Knorozov. Fou arqueòleg oficial de l'expedició francesa de Mèxic el 1864, i el govern francès publicà el 1866 la seva obra Monuments antics de Mèxic. El 1856, Charles Étienne traduí el drama-ballet Rabinal Atxí, segons la narració en idioma maia-atxí, que sentí el nadiu Bartolo Sis. El 1871 s'edita la seva Biblioteca Mexicoguatemalenca. Si els seus estudis dels monuments poden guardar un interès relatiu i si es pot reconèixer-li un talent per haver reunit tal informació, les seves traduccions, basades en una incomprensió del sistema d'escriptura, no tenen cap valor.